# 展涛
展涛（1963年4月—），男，回族，山东兖州人，中华人民共和国数学家。山东大学数学系本科、硕士、博士毕业。

## 生平
1979年9月入山东大学数学系学习，先后获得学士、硕士、博士学位，师从潘承洞。1983年6月加入中國共產黨。1987年12月参加工作，留校任教，先后被评聘为讲师、副教授、教授（1991年1月至1992年12月，获德国洪堡基金会奖励基金，赴德国弗莱堡大学从事合作研究）。1993年4月，任山东大学数学系副主任。1995年3月，任山东大学副校长。1996年12月，任中共山东大学党委常委、副校长。2000年7月，原山东大学、山东医科大学、山东工业大学合并组建新山东大学，任中共山东大学党委常委、校长，为当时中国最年轻的大学校长。2004年7月，任山东大学校长(副部长级)。
2008年11月，任吉林大学校长（副部级）。
2011年3月，任中華人民共和國教育部教育管理信息中心主任（正厅级）。2017年2月4日，被免去教育管理信息中心主任职务。
2017年2月11日，任聯合國教科文組織教育信息技术研究所董事会主席。

## 家庭
前妻：徐晓曼，曾担任山东大学经济研究院副院长。已经离婚。